# Sinphet Kruaithong
Sinphet Kruaithong  (thailändisch สินธุ์เพชร กรวยทอง; * 22. August 1995 in Chumphon Buri) ist ein ehemaliger thailändischer Gewichtheber.

## Biografie
Sinphet Kruaithong konnte bei seinen Teilnahmen bei den Weltmeisterschaften 2014 und 2015 keine Medaille.
Bei den Olympischen Sommerspielen 2016 in Rio de Janeiro trat er im Bantamgewicht an und gewann die Bronzemedaille. Damit war er der erste männliche thailändische Gewichtheber, der eine olympische Medaille gewinnen konnte. Überschattet wurde sein Sieg jedoch vom Tod seiner Großmutter, die in Thailand beim Verfolgen des Wettkampfes und Feiern des Medaillengewinns ihres Enkels starb.